# Hippia talae
Hippia talae är en fjärilsart som beskrevs av Berg 1878. Hippia talae ingår i släktet Hippia och familjen tandspinnare. Inga underarter finns listade i Catalogue of Life.